# 37 Leonis Minoris
37 Leonis Minoris (37 LMi / HD 92125 / HR 4166) es una estrella en la constelación de Leo Minor de magnitud aparente +4,69.
Es la quinta estrella más brillante en la constelación, detrás de Praecipua, β Leonis Minoris, 21 Leonis Minoris y 10 Leonis Minoris.
Aunque originalmente 37 Leonis Minoris llevaba el nombre de Praecipua, hoy dicho nombre se aplica a 46 Leonis Minoris, la estrella más brillante de Leo Minor.
37 Leonis Minoris es una gigante luminosa amarilla; las gigantes luminosas tienen una luminosidad notablemente elevada pero no son tan brillantes ni tan masivas como para ser clasificadas como supergigantes.
Así, 37 Leonis Minoris es muy luminosa, 269 veces más que nuestro Sol; a título comparativo es 3,4 veces más luminosa que Capella A (α Aurigae) y 3,2 veces más que Vindemiatrix (ε Virginis), típicas gigantes amarillas.
Aunque 37 Leonis Minoris figura catalogada con tipo espectral G2.5IIa, su tipo corregido es G0II.
37 Leonis Minoris tiene una temperatura efectiva de 5475 ± 30 K.
Su radio es aproximadamente 31 veces más grande que el radio solar y su masa está comprendida entre 3,7 y 4,2 masas solares.
Es una estrella evolucionada con una edad que se estima dentro del rango de 148 - 200 millones de años.
Se encuentra a 474 años luz del sistema solar.